# Alessandra Petrucci (pallavolista)
Alessandra Petrucci (Viareggio, 11 febbraio 1983) è un'ex pallavolista italiana.
Giocava nel ruolo di palleggiatrice.

## Carriera
La carriera di Alessandra Petrucci comincia nel 2000 nel CUS Pisa, dove resta per quattro stagioni giocando tra la Serie B2 e la Serie B1; nella stagione 2004-05 passa alla Pallavolo Corsico sempre in Serie B1.
Nella stagione 2005-06 fa il suo esordio nella pallavolo professionistica, ingaggiata dal Forlì, in Serie A1; tuttavia nella stagione successiva gioca per la Jenco Volley Viareggio in Serie C.
Nella stagione 2007-08 viene ingaggiata dal Volleyball Santa Croce in Serie A2, mentre nella stagione successiva veste la maglia del Brunelli Volley Nocera Umbra, sempre in serie cadetta; nell'annata 2009-10 torna in massima divisione giocando per il River Volley Piacenza.
Nella stagione 2010-11 ritorna nuovamente in Serie A2 giocando per la Pallavolo Pontecagnano Faiano, mentre nell'annata successiva è al Volleyball Casalmaggiore.
Nella stagione 2012-13 torna nella squadra di Forlì, ridenominata Forlì Bologna, neo-promossa in Serie A1, mentre nella stagione successiva viene ingaggiata come palleggiatrice di riserva dalla Futura Volley Busto Arsizio; per il campionato 2014-15 passa all'Azzurra Volley San Casciano ed per quello 2015-16 è al River Volley di Piacenza: al termine della stagione 2016-17 annuncia il suo ritiro dall'attività agonistica.